# Paulo Rubem Santiago
Paulo Rubem Santiago Ferreira (Rio de Janeiro, 17 de julho de 1955) é um professor e político brasileiro, filiado à Rede Sustentabilidade (REDE). Foi vereador do Recife e deputado estadual e federal por Pernambuco.

## Biografia
Carioca de nascimento, chegou a Pernambuco aos 17 anos, e formou-se em educação física pela Universidade Federal de Pernambuco, em 1976, quando começou a militar no movimento estudantil. É professor da UFPE há trinta e oito anos, tendo passado 23 anos licenciado da função docente como parlamentar.
É mestre e doutorando em educação na mesma Universidade, aprovado em 2019. Tem larga experiência sindical, tendo sido um dos fundadores da CUT no país e em Pernambuco, e na área de educação, sendo ex-dirigente sindical da educação básica e do ensino superior.
Em 1979, Paulo Rubem foi eleito presidente da Associação dos Professores do Ensino Oficial de Pernambuco (APENOPE), atual Sintepe. De 1983 a 1984, ocupou o cargo de diretor-secretário da Associação dos Docentes da UFPE. Entre abril de 2015 e maio de 2016 foi Presidente da Fundação Joaquim Nabuco, vinculada ao Ministério da Educação. Renunciou ao cargo no dia seguinte ao impeachment que afastou a Presidente Dilma Rousseff na Câmara dos Deputados. Está filiado à REDE desde março de 2022, e foi eleito porta-voz do partido em Pernambuco em 2023, para um período de dois anos.

## Carreira política
É um dos fundadores do Partido dos Trabalhadores e também um dos primeiros candidatos pelo partido a um cargo eletivo. Concorreu a deputado federal pelo PT em Pernambuco em 1982, mas só obteve mandato eletivo em 1991, deixando de ser suplente para assumir um mandato de vereador na capital pernambucana, onde havia disputado eleições para o cargo em 1988. Foi reeleito vereador em 1992, o mais votado da cidade, com 6.518 votos.
Dois anos depois, em 1994, foi eleito deputado estadual, na 34ª posição, com 19.598 votos, sendo reeleito em 1998 com 16.622 votos.
Em 2002, foi eleito deputado federal, na 9ª colocação, com 91.881 votos, sendo reeleito em 2006 com 56.247 votos pelo PT. Integrou a Comissão de Assuntos Educacionais e foi um dos responsáveis pela elaboração dos programas de governo do então presidente do Brasil, Luiz Inácio Lula da Silva (2002-2010). Passou 28 anos no PT, saindo em 2007, quando se filiou ao PDT. Nas eleições de 2010 obteve 41.728 votos, ficando na primeira suplência, e assumindo integralmente o mandato a partir de fevereiro de 2011.
Tentou, por três vezes seguidas (nos anos de 2000, 2004 e 2008), eleger-se prefeito do município de Jaboatão dos Guararapes, todas sem sucesso.